# Pseudanthias lori
Pseudanthias lori és una espècie de peix de la família dels serrànids i de l'ordre dels perciformes.
Els adults poden assolir fins a 12 cm de longitud total. És un peix marí de clima tropical i associat als esculls de corall que viu entre 7-70 m de fondària. Es troba des de l'Illa Christmas fins a les Tuamotu, Filipines, el nord de la Gran Barrera de Corall i les Illes Loyauté.